# Kilianskirche (Waldbach)

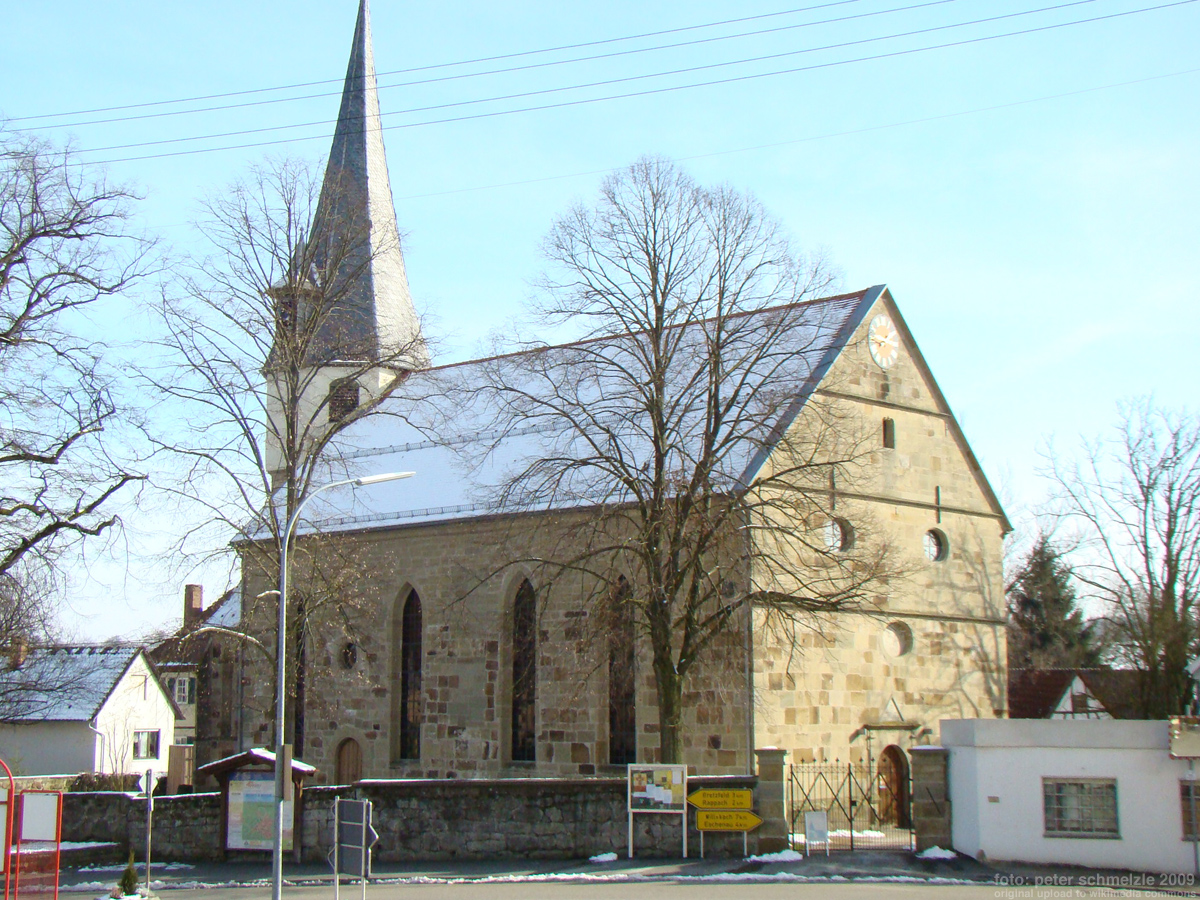
Kilianskirche in Waldbach

Die Kilianskirche in Waldbach, einem Ortsteil von Bretzfeld im Hohenlohekreis im nördlichen Baden-Württemberg, ist eine evangelische Kirche, deren älteste Teile aus dem 14. Jahrhundert stammen. Die verschiedentlich erweiterte Kirche weist in ihrem Inneren reichen Bildschmuck aus unterschiedlichen Epochen auf. Sie gehört zur evangelischen Kirchengemeinde Waldbach-Dimbach im Kirchenbezirk Weinsberg-Neuenstadt der Evangelischen Landeskirche in Württemberg.

## Geschichte

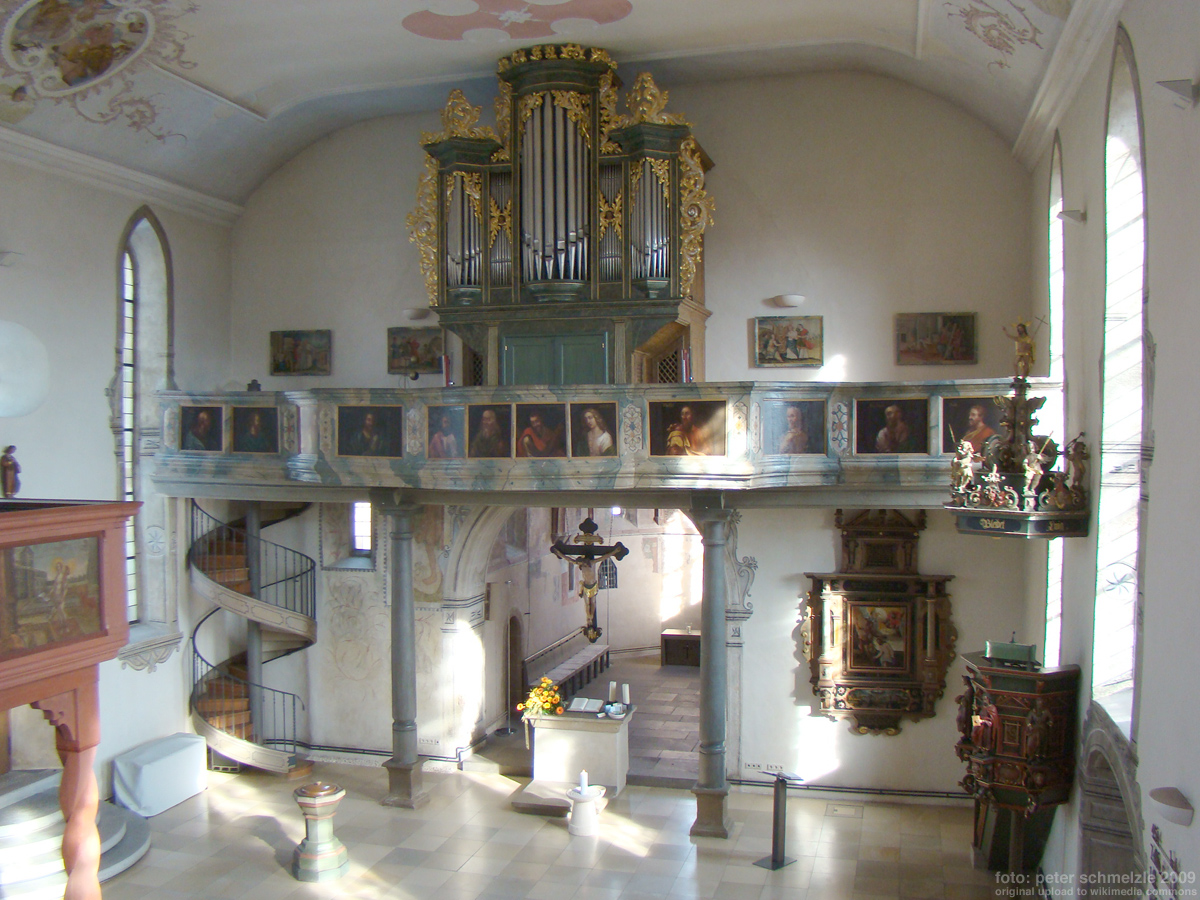
Blick nach Osten zur Orgelempore und zum Chor

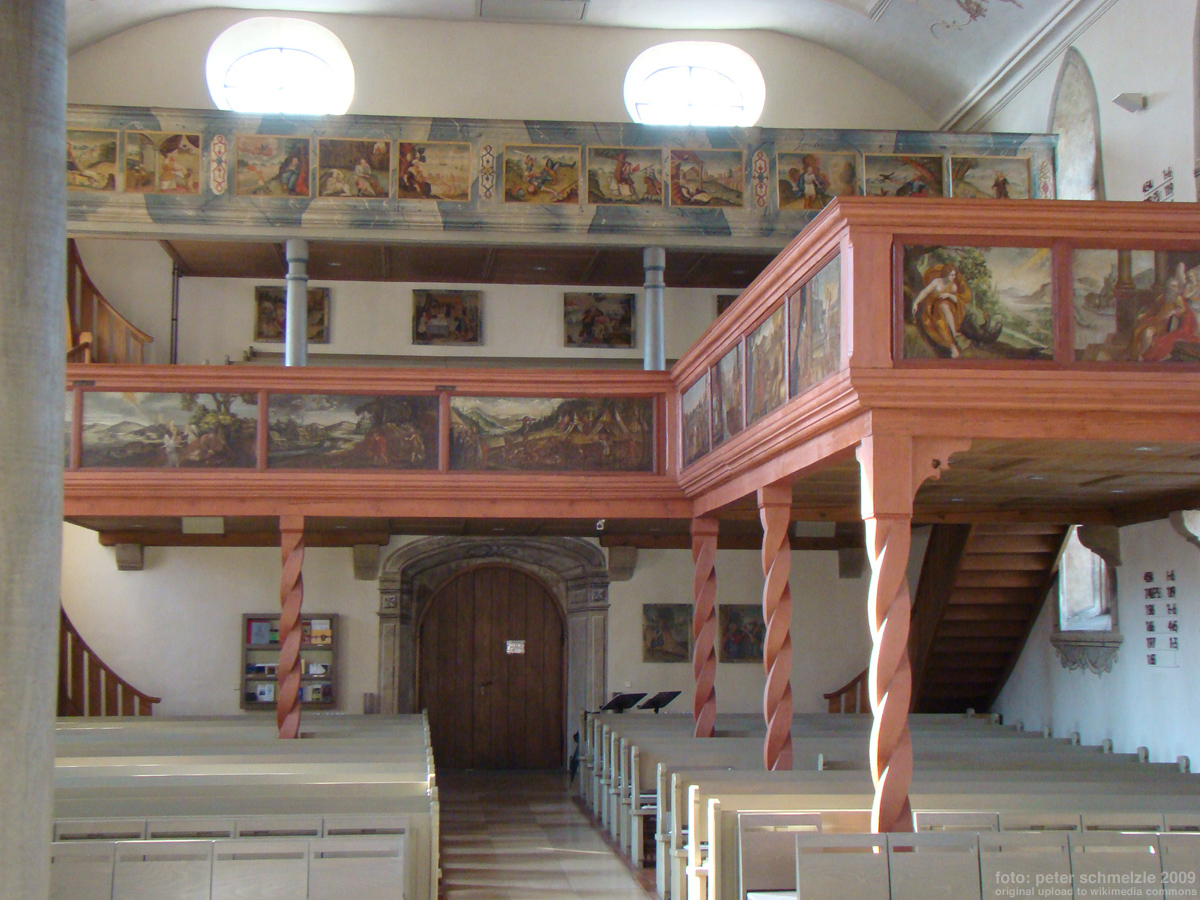
Blick nach Westen zur zweistöckigen Besucherempore

Die Kilianskirche in Waldbach wurde bereits bei der ersten Nennung des Ortes 1264 erwähnt und bestand vermutlich seit Ortsgründung in der Zeit um das 9. Jahrhundert als einfache Holzkirche, die zwischen 1300 und etwa 1360 als Steinbau im Stil der frühen Gotik erneuert wurde. Die Kirche war ursprünglich dem Heiligen Kilian geweiht und Mittelpunkt eines Pfarrsprengels, zu dem auch die heutigen Bretzfelder Gemeindeteile Dimbach, Scheppach, Schwabbach und Siebeneich zählten. Um 1300 gab es in Waldbach noch einen Ortsadel von Waldbach. Von diesem ging der Besitz am Ort an die Herren von Burg Maienfels, die 1363 den Kirchensatz an das Kloster Lichtenstern gaben, das damit künftig das Kirchenpatronat innehatte und 1469 auch die Ortsherrschaft unter Oberherrschaft der Kurpfalz erlangte. Mit dem Übergang zu Lichtenstern erschien der Heilige Nikolaus als zweiter Kirchenheiliger. Im 14. und 15. Jahrhundert wurde die Kirche farbig ausgemalt. 1481 traten Schwabach und Siebeneich aus dem Pfarrverband aus, nachdem in Schwabach eine eigene Pfarrei errichtet worden war. Im Zuge der Auflösung des seit 1504 unter der Oberherrschaft von Württemberg stehenden Klosters Lichtenstern wurde mit der Berufung des evangelischen Pfarrers Johann Walz 1547 die Reformation in Waldbach vollzogen.
Das Kirchenschiff wurde 1616 zugunsten eines Neubaus abgerissen und bis 1618 im Stil der Renaissance von Baumeister Friedrich Vischlin neu erbaut. Es entstand eine offene Querkirche ohne Säulen mit Umlaufempore, neuem schlichten Altar außen vor dem kleinen Chor sowie neuer hölzerner Kanzel mittig an der Südwand. Das Schiff war jedoch niedriger als die heutige Kirche. Ein achteckiger Treppenturm bildete von außen den Zugang zur im Westen des Langhauses aufgestellten, damals noch einstöckigen Empore. Während des Dreißigjährigen Krieges wurde die Brüstung der Empore mit alttestamentlichen Szenen ausgemalt.
1712 wurde die heute noch erhaltene Orgel beschafft. 1748 hat man bei einem Umbau im Stil des Barock das Langhaus um etwa drei Meter erhöht, um Platz für weitere Emporen zu schaffen: An der Ostwand entstand vor dem Triumphbogen eine neue Orgelempore mit Aposteldarstellungen in den Brüstungsfeldern, die alte Empore im Westen wurde um ein Stockwerk erhöht und die Brüstung des neuen oberen Stockwerks mit weiteren biblischen Szenen geschmückt. Die gekehlte Flachdecke des Langhauses wurde ausgemalt und mit Stuckelementen verziert. Damit hatte die Kirche im Wesentlichen ihre heutige Gestalt erhalten.
1889 wurden die Deckengemälde durch den Neckarsulmer Maler Menrad mit anderen biblischen Szenen übermalt. Im Ersten Weltkrieg musste eine historische Glocke von 1453 abgegeben werden, die 1922 durch eine Stahlglocke ersetzt wurde. Eine historische Bronzeglocke von 1748 hat sich dagegen bis heute erhalten. Von 1959 bis 1961 hat man die Kirche erstmals umfassend renoviert, wobei der achteckige Treppenturm abgerissen, eine Heizung eingebaut, ein neuer Boden verlegt, das Gestühl erneuert, eine Empore entfernt und die ursprünglichen Deckengemälde wieder freigelegt wurden. Bei der Renovierung stieß man auf wertvolle Funde, darunter weitere Bildtafeln des Malers Stigler um 1748 sowie 30 rheinische Goldgulden um 1400 und andere historische Münzen. 1995/96 war durch die Absenkung des Grundwassers und damit verbundene Rissbildung in der Fassade eine Außenrenovierung nötig. 2006 schloss sich eine Renovierung des Inneren an. Bei der Innenrenovierung waren insbesondere auch Schäden zu beheben, die bei der Renovierung der 1960er Jahre durch das Überziehen von Malereien mit Kasein entstanden waren.

## Beschreibung des Bildschmucks

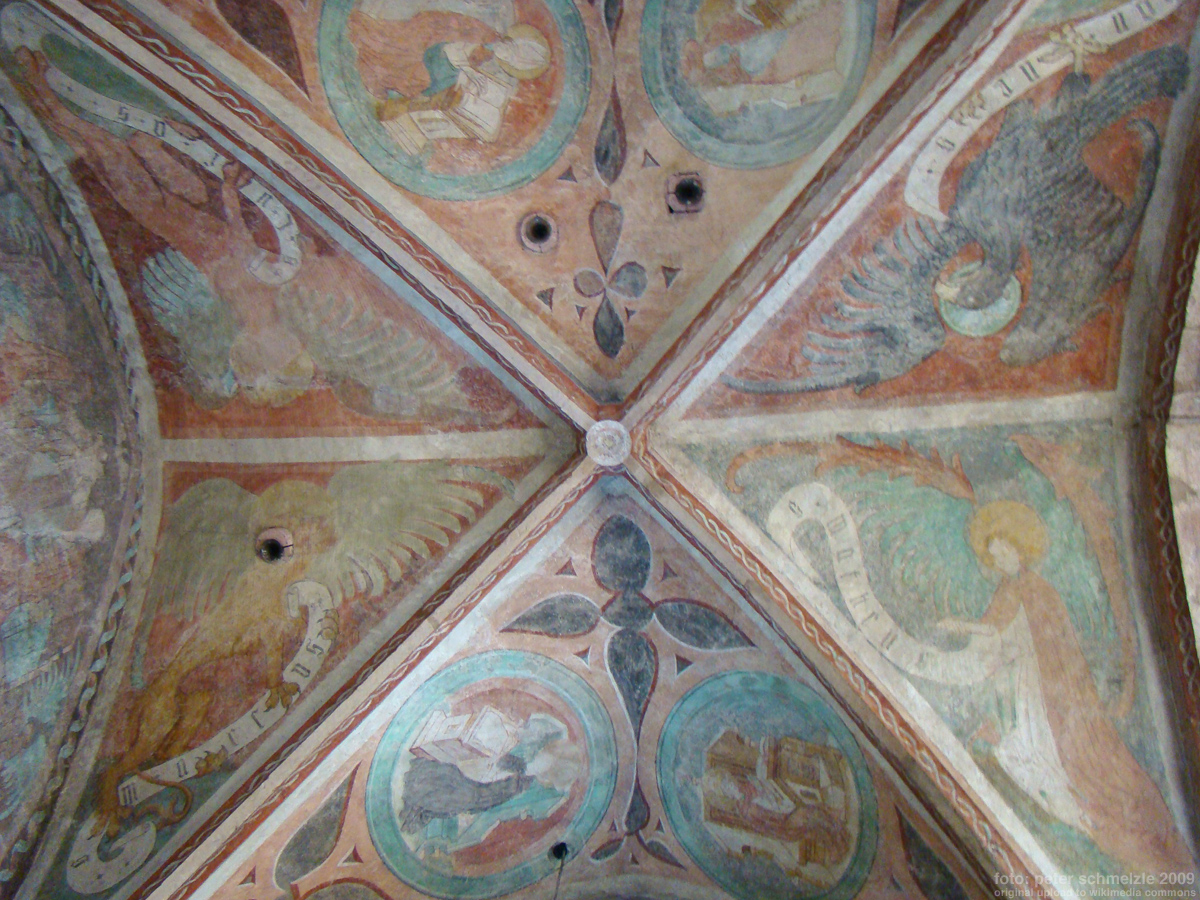
Deckenmalereien im Chor aus dem 14./15. Jahrhundert: Evangelistensymbole und Heiligengestalten

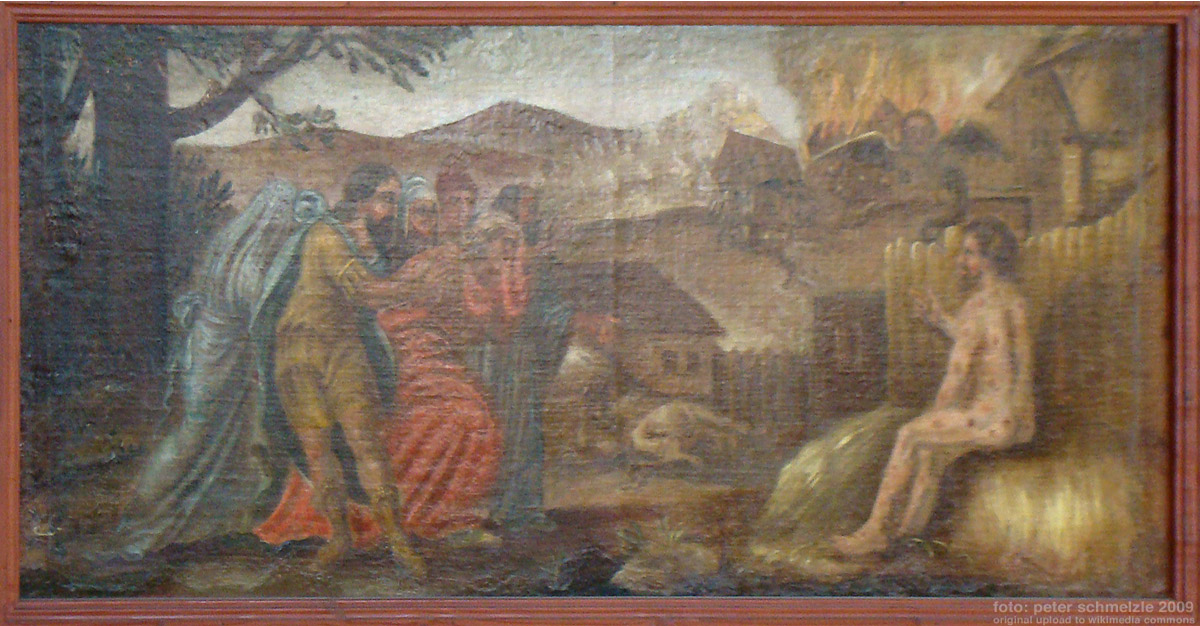
Malerei an der unteren Besucherempore verm. 1636: Hiob und die vier Boten

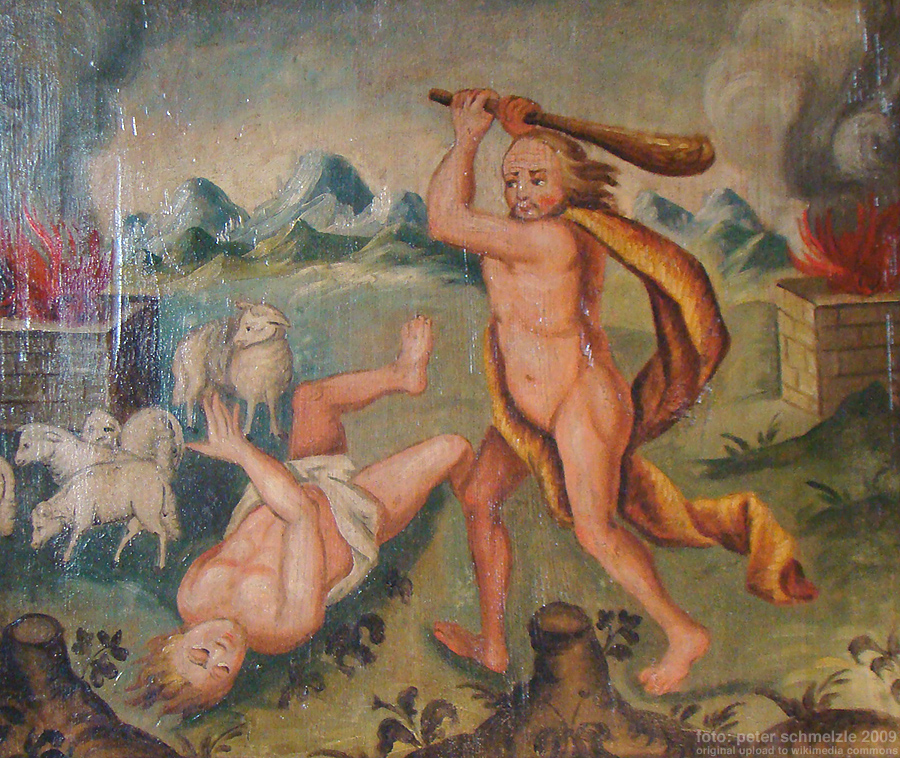
Malerei von Stigler um 1748: Kain und Abel

Im Chor haben sich historische Wand- und Deckenmalereien des 14. und 15. Jahrhunderts erhalten. Im Mittelbogen sind die Kirchenheiligen Kilian und Nikolaus zu sehen, im Chorgewölbe Evangelistensymbole, Martyriumsdarstellungen und Heiligengestalten.
Die Kanzel mit reichem Figurenschmuck an Kanzelkorb und Schalldeckel wurde 1618 von dem Brettacher Bildhauer Jakob Vockh geschaffen. Die Figuren am Kanzelkorb sind die vier Evangelisten, die fünf Engel auf dem Schalldeckel halten die Marterwerkzeuge Jesu, darüber erhebt sich eine Jesusfigur.
Das Alter und die Herkunft der zwölf Apostelbilder der Orgelempore sind unbekannt. Die Bilder sind jeweils mit den Namen der Apostel beschriftet. Sie werden anhand des Malstils auf das frühe 18. Jahrhundert datiert und könnten bereits die ursprüngliche Orgelempore geschmückt haben, bevor sie beim Umbau 1748 an ihre heutige Stelle gekommen sind.
Der aus mehreren Szenen bestehende Bildschmuck der Brüstung der unteren Westempore zeigt Motive aus dem Alten Testament nach Matthäus Merian. Die Szene mit Hiob und den vier Boten vor einem nackten Aussätzigen bei einem brennenden Dorf spiegelt auch das Elend des inzwischen herrschenden Dreißigjährigen Krieges wider. Weitere Szenen dieser Folge sind u. a. der Sündenfall sowie Königin Ester vor Ahaspheros. Die Malweise der Bilder variiert stark. Da nur eines der Bilder von einem Maler Stichling 1636 signiert wurde, ist es nicht sicher, ob er alle acht Bilder der unteren Brüstung geschaffen hat. Über den Maler Stichling ist nichts weiter bekannt. Da mehrere Jahrzehnte später ein weiterer Maler Stichling in Neuenstadt am Kocher tätig war, vermutet man eine Malerfamilie aus der Gegend.
Der Bildschmuck des Oberstocks der Westempore stammt aus der Zeit des Umbaus 1748 von Johannes Stigler, einem vermutlich aus Prag stammenden Maler, der verschiedene Bilder in Süddeutschland hinterließ. Für die obere Empore der Kilianskirche hat er insgesamt 25 Bilder geschaffen, und weitere wurden bei der Renovierung um 1960 gefunden. Erneut sind es überwiegend Szenen aus dem Alten Testament, darunter Kain und Abel, die Entrückung Elijas in den Himmel sowie David und Goliath. Nur vier der 25 Brüstungsbilder zeigen Motive aus dem Neuen Testament.
Aus Stiglers Hand von 1748 stammt wohl auch das Deckengemälde, das aus einem zentralen Rundbild und mehreren Medaillons besteht. Das Rundbild zeigt die Feier des Abendmahls, die sechs Medaillons zeigen mit der Geburts- und Kindheitsgeschichte Jesu ausschließlich Szenen aus dem Neuen Testament.
Zum weiteren Bilderschmuck der Kirche zählen zwei hölzerne Epitaphe aus dem 17. Jahrhundert, wobei das an der Seitenwand unter der Besucherempore aufgehängte Epitaph des Dimbacher Schultheißen Hans Erhet um 1620, das ihn mit Gattin und elf Kindern vor einer Kreuzigungsszene zeigt, das älteste auf Holz gemalte Bild in der Kirche ist. Das schmuckvolle Renaissance-Epitaph an der Giebelwand neben dem Chor ist das des Johann Weick von 1630 und zeigt im Mittelteil die Taufe Christi.

## Orgel
Die erste Orgel wurde 1712–1713 errichtet. Von diesem Instrument ist der Prospekt erhalten. Das heutige Instrument in dem historischen Gehäuse an der Ostwand des Kirchenschiffs wurde 1962 und 1980 von der Orgelbaufirma Link (Giengen an der Brenz) erbaut. Es hat 19 Register auf zwei Manualen und Pedal. 2011 wurde das Instrument von der Orgelbaufirma Mühleisen (Leonberg) gereinigt und überarbeitet.
| I Hauptwerk C–g3 |               |           |
| 1.               | Prinzipal     | 8′        |
| 2.               | Gemshorn      | 8′        |
| 3.               | Oktave        | 4′        |
| 4.               | Spitzpfeife   | 4′        |
| 5.               | Quinte        | 2 ⁄3′     |
| 6.               | Waldflöte     | 2′        |
| 7.               | Hörnle II     | 2′+1 3⁄5′ |
| 8.               | Mixtur III-IV | 1 ⁄3′     |

| II Oberwerk C–g3 |                |       |
| 9.               | Gedackt        | 8′    |
| 10.              | Salicional     | 8′    |
| 11.              | Prinzipal      | 4′    |
| 12.              | Rohrflöte      | 4′    |
| 13.              | Oktave         | 2′    |
| 14.              | Sesquialter II | 2 ⁄3′ |
| 15.              | Sifflöte       | 1′    |

| Pedalwerk C–f1 |                |     |
| 16.            | Subbass        | 16′ |
| 17.            | Oktavbass      | 8′  |
| 18.            | Hintersatz III | 4′  |
| 19.            | Trompete       | 8′  |

- Koppeln: II/I, I/P, II/P